# Karel Hendrik van Nassau-Siegen
Karl Heinrich Nikolaus Otto, prins van Nassau-Siegen (Frans: Charles Henri Nicolas Othon, prince de Nassau-Siegen) (Senarpont, 5 januari 1743 – Tynna, 10 april 1808). De prins stamt uit de katholieke lijn van Nassau-Siegen en was een Duits-Franse avonturier en zeevaarder. Hij was kolonel in de Franse Koninklijke Marine en admiraal in de Russische Keizerlijke Marine.

## Leven
De herkomst van Nassaus familie wordt betwist. Zijn in 1748 overleden vader, Maximiliaan Willem Adolf van Nassau-Siegen was in 1756 postuum gelegitimeerd door de Franse rechterlijke macht als een buitenechtelijke zoon van Emmanuel Ignatius de Nassau-Siegen. Gebaseerd op deze juridische uitspraak was Karel in Frankrijk gerechtigd om de titel van "Prins van Nassau-Siegen" te voeren, maar deze uitspraak werd door het adellijke Huis van Nassau niet erkend.
Op vijftienjarige leeftijd trad hij toe tot de Franse koninklijke marine.
Nassau leidde een leven als een libertijn en gokker in de hoven van Wenen, Warschau, Madrid en Versailles. In 1766 trad hij toe tot de wereldexpeditie van Bougainville, die liep via de Atlantische Oceaan, de zuidelijke punt van Zuid-Amerika omvarend naar de Stille Oceaan en terug langs de kust van Afrika naar Frankrijk. Op deze reis zou Nassau diplomatieke vaardigheden ontwikkelen in het leggen van contacten met de bewoners van de Zuidzee-eilanden. Bijvoorbeeld, in 1768 met de Tahitianen, wier koning, Ereti, hij kon overtuigen van de vreedzame bedoelingen van de Fransen.
Na de succesvolle terugkeer van de expeditie in Frankrijk in 1769, begon Nassau aan een militaire carrière op de slagvelden van Europa en vocht hij in Franse, Spaanse en Russische dienst. In 1779 ondernam hij een ongelukkige poging om het eiland Jersey in te nemen. Door koning Karel II van Spanje, wordt hij voor zijn diensten tijdens het beleg van Gibraltar (1779-1783) tot een Spaanse grande eerste klasse benoemd. Tijdens zijn reizen door Europa heeft Nassau in 1783 Giacomo Casanova in Spa en de naturalist Georg Forster in 1784 in Grodno leren kennen. Door tsarina Catharina de Grote werd hij in 1783 tot viceadmiraal benoemd. In 1788 won hij bijna van een Turkse vloot in de zeeslag van Otsjakiv waardoor deze stad door de Russische troepen kon worden veroverd. In de Russisch-Zweedse Oorlog (1788-1790) won hij de Eerste Zeeslag bij Svensksund in 1789 tegen de Zweden onder koning Gustaaf III. Bij Björkösund won hij opnieuw in 1790. Op 9 Juli 1790 moest hij in de Tweede Zeeslag bij Svensksund een volledige nederlaag tegen de Zweden aanvaarden, nadat hij een derde van zijn vloot verloor en daarmee de oorlog onbeslist liet eindigen.
Daarna werd Nassau door de tsarina naar de Rijn gestuurd, waar hij aan de strijd tegen het revolutionaire Frankrijk deelnam. Na de Vrede van Amiens in 1802, keerde hij echter terug naar Frankrijk, waar hij tevergeefs probeerde een baan in het leger van Napoleon Bonaparte te krijgen. Hij keerde daarna terug naar Rusland, waar hij in 1808 op het Oekraïense landgoed Tynna overleed.

## Onderscheidingen
- Ridder in de Orde van Sint-Stanislaus
- 1774: Ridder in de Orde van de Witte Adelaar
- 1788: Commandeur in de Sint-Jorisorde tweede klasse.
- 1789: Ridder in de Orde van Sint-Andreas de Eerstgeroepene

## Huwelijk en kinderen
Als zoon van Maximilien Guillaume Adolphe de Nassau-Siegen (1722-1748) en Marie Madeleine Amicie de Monchy (-1752) trouwde hij op 14 september 1780 met de Poolse gravin Karolina Gozdzka (1747-1807). Het huwelijk bleef kinderloos.